# 托雷西利亚索夫雷亚莱桑科
托雷西利亚索夫雷亚莱桑科，是西班牙拉里奥哈自治区的一个市镇。总面积4平方公里，总人口63人（2001年），人口密度16人/平方公里。